# Jerry Saltz

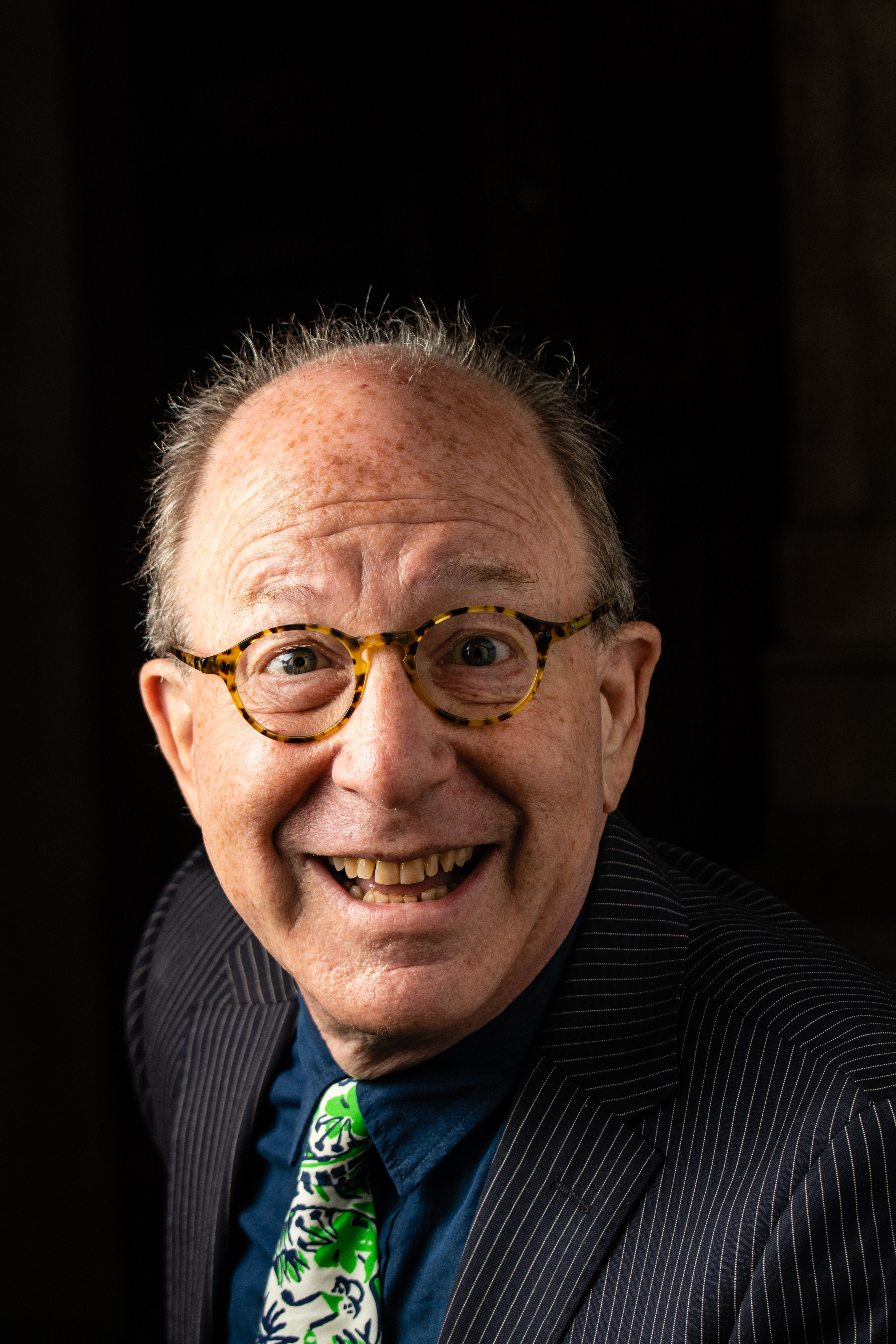
Jerry Saltz bei der Zeremonie zur Verleihung des Pulitzer Preis, 2018

Jerome D. „Jerry“ Saltz (* 19. Februar 1951 in Chicago, Illinois) ist ein US-amerikanischer Kunstkritiker und Autor. Er prägte The Village Voice mit, bis er im Jahr 2006 zum Magazin New York wechselte. 2018 wurde ihm der Pulitzer-Preis in der Kategorie Criticism zugesprochen, im Jahr darauf holte er für das New York Magazine einen National Magazine Award ein. Saltz schreibt seit 2009 auch für das deutsche Kunstmagazin Monopol.

## Leben
Saltz ist der Sohn von Alice S. Saltz (Freitod um 1961) und Bernard Saltz (geboren in Estland, in den USA lebend ab 1922, gestorben 2005 in Clearwater Beach, Florida). Aufgewachsen ist er zunächst in Oak Park, einem Stadtteil von Chicago, später in River Forest (Illinois). Er fuhr viele Jahre lang LKW, bevor er sich als Autodidakt an die Laufbahn als Autor heranwagte. Ein 1970 aufgenommenes Kunststudium am Art Institute of Chicago hatte er abgebrochen, um sich als Galerist zu betätigen: Die von ihm 1973 mit gegründete N.A.M.E. Gallery gilt im Nachhinein als einer der damals für mehrere Jahre lang wichtigsten nichtkommerziellen Ausstellungsräume in Chicago. Nach New York City übersiedelte Saltz 1980.
Nachdem er dafür schon in den Jahren 2001 und 2006 nominiert war, erhielt er 2018 den Pulitzer-Preis für Kritik. Gastvorlesungen führten ihn an die Harvard University, die Columbia University, die Yale University, die Rhode Island School of Design und auch zurück an die School of the Art Institute of Chicago – von zwei dieser Institutionen erhielt er ein Ehrendoktorat –, Vorträge hielt er unter anderem im Museum of Modern Art, dem Guggenheim Museum oder dem Whitney Museum of American Art.
18 Folgen lang war Saltz für eine Staffel der Fernsehshow Work of Art: The Next Great Artist auf Bravo als Juror tätig.
Er ist seit 1992 verheiratet mit der Kunstkritikerin Roberta Smith. Die Eheleute wurden in einer Titelgeschichte des Magazins der Süddeutschen Zeitung das „einflussreichste Kunstkritikerpaar unserer Zeit“ genannt.
The Guardian wertete den Pulitzer-Preis für den „megawatt showman for New York magazine“ als „verdient“. Der Standard charakterisierte Saltzs Schreiben anlässlich der Pulitzer-Preisverleihung als „markig“ und „flott“. Mit seinen Essays und Kolumnen, „die die Komplexität des Kunstbetriebs auf die Ebene eines breiten Publikums herunterbrechen“, und auch aufgrund seiner Präsenz in den Sozialen Medien zähle Saltz heute zu den meistgelesenen Kunstkritikern. In der Zeitschrift i-D war in einer Aufstellung von Accounts, „die einen guten Einblick in die Kunstwelt geben“, zu lesen, Saltzs sei „eindeutig einer der witzigsten, die man im großen Internet finden kann“.

## Werk
- Seeing Out Loud: The Village Voice Art Columns, 1998–2003. Gt Barrington, The Figures, 2003.
- Seeing Out Louder. Hudson Hills Press LLC, 2009.
- How to Be an Artist. Penguin Random House, 2020, ISBN 978-0-593-08646-9.
- Art Is Life: Icons and Iconoclasts, Visionaries and Vigilantes, and Flashes of Hope. Penguin Random House, 2022, ISBN 978-0-593-08649-0.